# Seira
Seira és un municipi de la comarca de la Ribagorça d'Osca, situat al sud de la serra de Gia, al costat i curs alt del riu Éssera (vall de l'Éssera), aigua avall del congosto de Ventamillo (Congustro del Bentamillo en benasquès). Seira és considerada com la porta de la vall de Benasc, de la zona actualment aragonesa de l'antic comtat de Ribagorça. Està a 815 metres sobre el nivell del mar.
Té l'església romànica de Sant Miquel d'Abí al nucli urbà d'Abí i les restes del monestir de Sant Pere de Taverna. Les festes són el 16 de juliol i el 15 d'agost.
A Seira es va trobar fa uns anys una tomba megalítica en forma de dolmen a prop de la riba del riu.
La temperatura mitjana anual és de 10,4° i la precipitació anual, 1080 mm.

## Entitats de població
- Seira. És cap de municipi. Tenia una població d'uns 179 habitants (2004), gairebé els mateixos que ara fa un segle (el 1900, 271 habitants). L'any 2009 tenia 165 habitants.[1] Al poble podem visitar el Museu de l'Electricitat.[4]
- Barbaruens. Llogaret situat a la vall de Sant Pere. L'any 2009 tenia 28 habitants.[5]
- La Carlania de Gistau. Al límit amb la vall de Gistau, actualment despoblat.[6]
- Avi. Situat damunt i a l'esquerra de l'Éssera a 988 d'altitud. L'any 2009 tenia 31 habitants.[7]

## Monestir de Taverna
El monestir de Taverna és una antiga abadia benedictina situada a la vall de Sant Pere i al sud de Barbaruens, del terme de Seira. Dins la diòcesi d'Urgell, era el centre religiós del pagus Xistabiense l'any 839. El 1.076 fou unit, amb el monestir de Santa Maria d'Ovarra, al monestir de Sant Victorià, on passaren arxiu i propietats.

## Petrocoptis psudoviscosa
Camèfit (són els vegetals que les seves parts aèries són persistents tot l'any) endèmic d'unes poques localitats del Prepirineu central d'Osca, que habita en les fissures, esquerdes i extraploms de diverses parets rocoses calcàries. Planta perenne de soca llenyosa, de 20 a 50 centímetres, glauca i penjant. Té fulles oposades, senceres i poc coriàcies. Les flors mesuren entre els 7 a 9 mm. i els pètals són blancs. El fruit és una càpsula unilocular i dehiscent. Floreix en els mesos de maig i juny, fructificant al juliol.
Aquesta espècie es distribueix en dos enclavaments dels canons formats pel riu Éssera, entre Seira i El Ru, d'una banda, i en les proximitats de Campo per un altre.

## Clima
La seva temperatura mitjana anual és de 10,4 °C i té una precipitació mitjana anual de 1.080 mm.